# 烏佩尼維克島
烏佩尼維克島（丹麥語：Upernivik Ø）是格陵蘭西北部阿万纳塔市镇内的島嶼，島嶼長約30公里、寬約23.2公里，面積540平方公里。烏佩尼維克島地勢多山，島上最高點海拔2,105米，沒有人在島上居住。

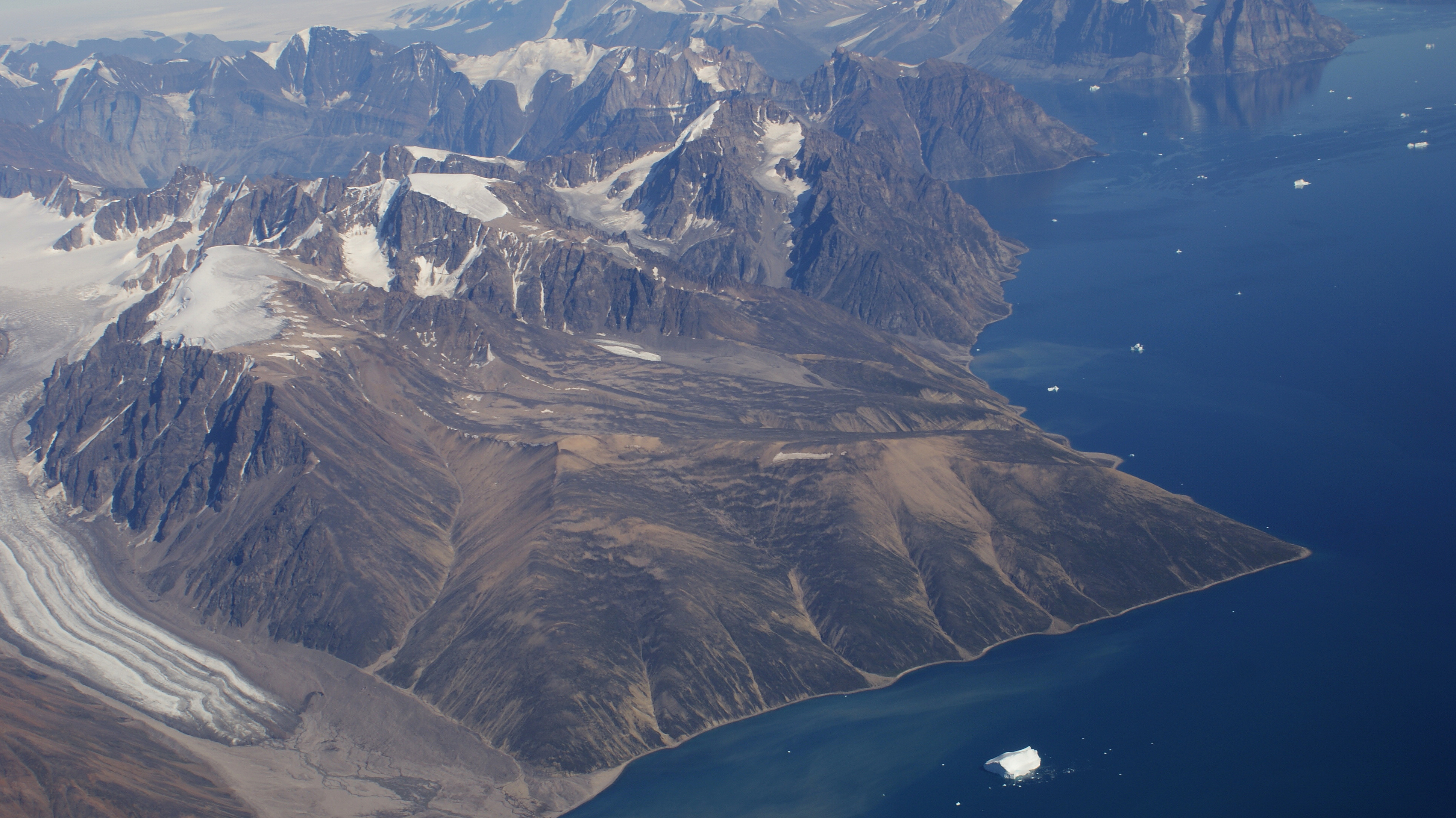
烏佩尼維克島